# Dolianova
Dolianova är en ort och kommun i provinsen Sydsardinien i regionen Sardinien i sydvästra Italien. Kommunen hade 9 696 invånare (2017).